# Renaud II de Soissons
Renaud II de Soissons, né vers 1060 et mort en 1099, est comte de Soissons à la fin du XIe siècle. Il est le fils de Guillaume Busac, comte de Soissons de jure uxoris, et de son épouse Adélaïde de Soissons, comtesse de Soissons de suo jure.
Après la mort de son père Guillaume Busac vers 1076, il devient à son tour comte de Soissons, mais règne de concert avec sa mère Adélaïde, qui est comtesse de Soissons de son propre droit.
À sa mort en 1099, son frère puîné Jean Ier lui succède en tant que comte de Soissons, toujours conjointement avec leur mère Adélaïde. 

## Mariage et enfants
Renaud II de Soissons n'a pas d'union ou de postérité connue.